# Le Frestoy-Vaux
Pour les articles homonymes, voir Vaux.
Le Frestoy-Vaux est une commune française située dans le département de l'Oise en région Hauts-de-France.

## Géographie

### Description
Le Frestoy-Vaux est un village rural du nord de l'Oise, limitrophe du département de la Somme, jouxtant Rollotsitué à 6 km à vol d'oiseau au sud-est de Montdidier, 18 km au sud-ouest de Roye, 29 km à l'ouest de Noyon, 26 km au nord-ouest de Compiègne et  16 km au nord-est de Saint-Just-en-Chaussée.
Il est tangenté au nord-est par le tracé initial de la route nationale 35 (actuelle RD 935).

### Communes limitrophes
| Rubescourt Somme | Assainvillers Somme | Piennes-Onvillers Somme |
|                  | du Frestoy-Vaux     | Rollot Somme            |
| Le Ployron       | Tricot              | Courcelles-Epayelles    |

### Hydrographie
La commune est située dans le bassin Artois-Picardie. Elle n'est drainée par aucun cours d'eau.

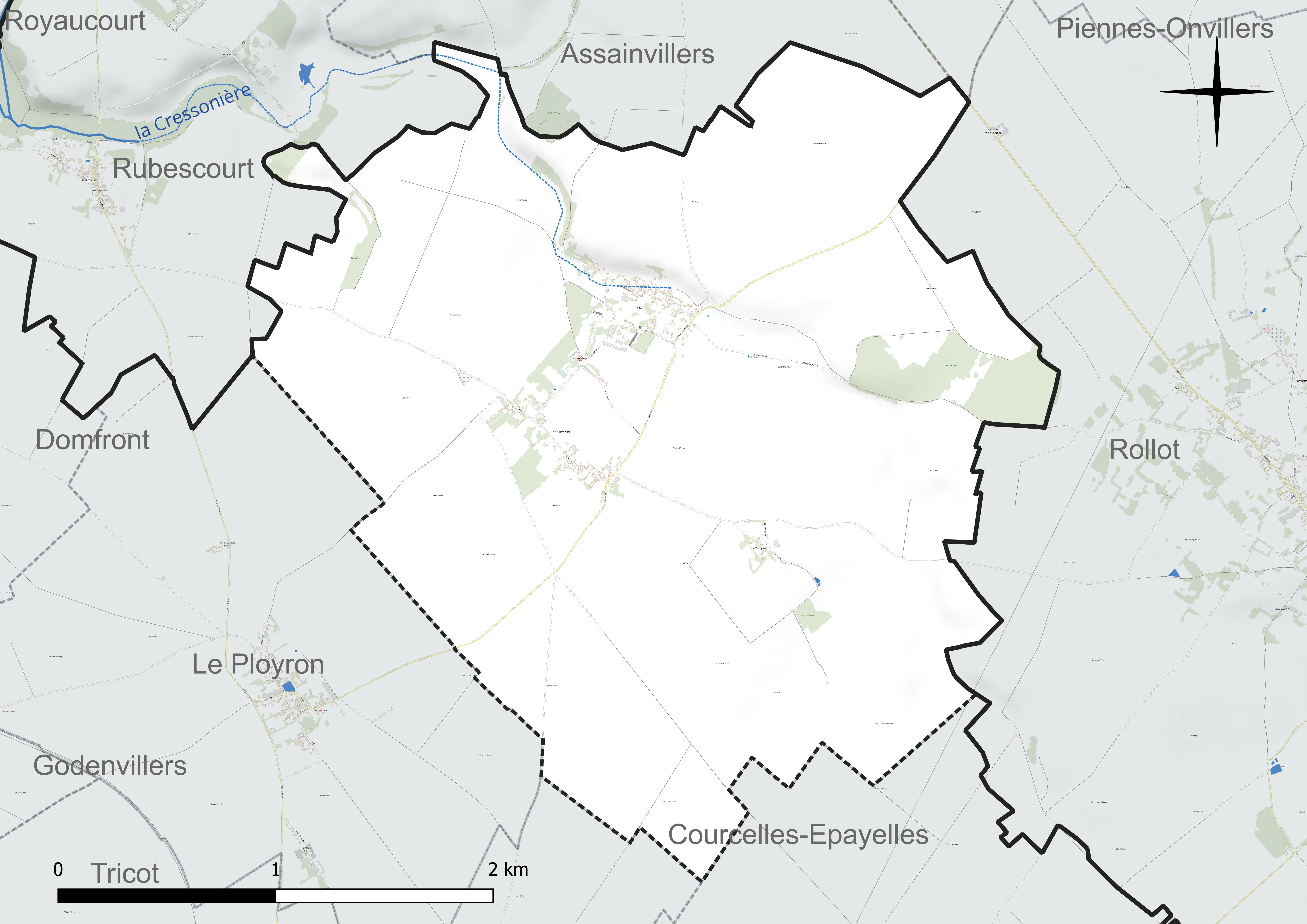
Réseau hydrographique du Frestoy-Vaux.

### Climat
Pour des articles plus généraux, voir Climat des Hauts-de-France et Climat de l'Oise.
En 2010, le climat de la commune est de type climat océanique dégradé des plaines du Centre et du Nord, selon une étude du CNRS s'appuyant sur une série de données couvrant la période 1971-2000. En 2020, Météo-France publie une typologie des climats de la France métropolitaine dans laquelle la commune est exposée à un climat océanique et est dans la région climatique Nord-est du bassin Parisien, caractérisée par un ensoleillement médiocre, une pluviométrie moyenne régulièrement répartie au cours de l'année et un hiver froid (3 °C).
Pour la période 1971-2000, la température annuelle moyenne est de 10,4 °C, avec une amplitude thermique annuelle de 14,3 °C. Le cumul annuel moyen de précipitations est de 684 mm, avec 11,3 jours de précipitations en janvier et 8,1 jours en juillet. Pour la période 1991-2020, la température moyenne annuelle observée sur la station météorologique la plus proche, située sur la commune de Godenvillers à 4 km à vol d'oiseau, est de 11,1 °C et le cumul annuel moyen de précipitations est de 701,9 mm,. Pour l'avenir, les paramètres climatiques de la commune estimés pour 2050 selon différents scénarios d'émission de gaz à effet de serre sont consultables sur un site dédié publié par Météo-France en novembre 2022.
| Mois                                  | jan.             | fév.             | mars           | avril         | mai           | juin            | jui.           | août          | sep.          | oct.        | nov.            | déc.           | année      |
| ------------------------------------- | ---------------- | ---------------- | -------------- | ------------- | ------------- | --------------- | -------------- | ------------- | ------------- | ----------- | --------------- | -------------- | ---------- |
| Température minimale moyenne (°C)     | 1,1              | 1                | 2,6            | 4,3           | 7,7           | 10,6            | 12,5           | 12,4          | 9,8           | 7,3         | 4               | 1,7            | 6,3        |
| Température moyenne (°C)              | 3,9              | 4,5              | 7,4            | 10,2          | 13,7          | 16,8            | 19             | 18,9          | 15,6          | 11,7        | 7,3             | 4,4            | 11,1       |
| Température maximale moyenne (°C)     | 6,6              | 8                | 12,2           | 16,2          | 19,8          | 22,9            | 25,4           | 25,5          | 21,5          | 16,1        | 10,5            | 7              | 16         |
| Record de froid (°C) date du record   | −21,5 17.01.1985 | −13,1 18.02.1969 | −11 08.03.1971 | −4,5 07.04.13 | −2 03.05.1967 | −0,5 01.06.1975 | 3,3 05.07.1964 | 2 28.08.1974  | −2 25.09.1972 | −5 29.10.03 | −9,5 23.11.1998 | −15 31.12.1970 | −21,5 1985 |
| Record de chaleur (°C) date du record | 15,1 09.01.15    | 19,9 27.02.19    | 26,5 31.03.21  | 29 20.04.18   | 32 28.05.17   | 37,6 27.06.11   | 43 25.07.19    | 40,4 06.08.03 | 36,5 15.09.20 | 30 01.10.11 | 21,4 01.11.14   | 16,5 17.12.15  | 43 2019    |
| Précipitations (mm)                   | 59               | 49,5             | 49,3           | 45,9          | 61,3          | 59,9            | 60,5           | 64            | 50,2          | 63,2        | 60,4            | 78,7           | 701,9      |

## Urbanisme

### Typologie
Au 1er janvier 2024, Le Frestoy-Vaux est catégorisée commune rurale à habitat dispersé, selon la nouvelle grille communale de densité à sept niveaux définie par l'Insee en 2022.
Elle est située hors unité urbaine et hors attraction des villes,.

### Occupation des sols
L'occupation des sols de la commune, telle qu'elle ressort de la base de données européenne d'occupation biophysique des sols Corine Land Cover (CLC), est marquée par l'importance des territoires agricoles (96,8 % en 2018), une proportion identique à celle de 1990 (96,8 %). La répartition détaillée en 2018 est la suivante : 
terres arables (90,1 %), zones agricoles hétérogènes (6,7 %), forêts (3,2 %). L'évolution de l'occupation des sols de la commune et de ses infrastructures peut être observée sur les différentes représentations cartographiques du territoire : la carte de Cassini (XVIIIe siècle), la carte d'état-major (1820-1866) et les cartes ou photos aériennes de l'IGN pour la période actuelle (1950 à aujourd'hui).

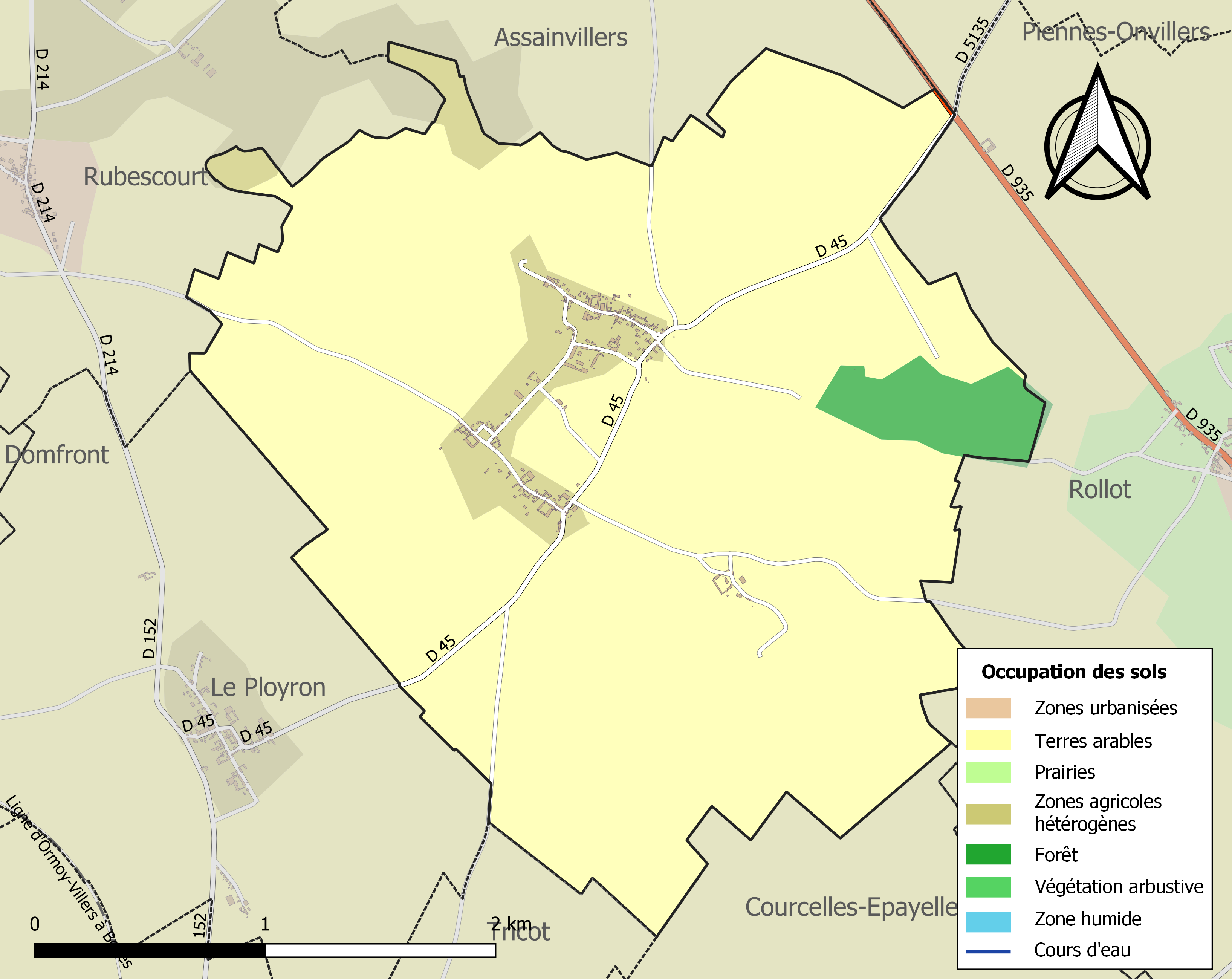
Carte des infrastructures et de l'occupation des sols de la commune en 2018 (CLC).

### Lieux-dits, hameaux et écarts
La commune est constituée de trois agglomérations : Frestoy, Vaux et le Tronquoy

### Habitat et logement
En 2019, le nombre total de logements dans la commune était de 112, alors qu'il était de 113 en 2014 et de 94 en 2009.
Parmi ces logements, 86,5 % étaient des résidences principales, 3,6 % des résidences secondaires et 9,9 % des logements vacants. Ces logements étaient pour 100 % d'entre eux des maisons individuelles et pour 0 % des appartements.
Le tableau ci-dessous présente la typologie des logements au Le Frestoy-Vaux en 2019 en comparaison avec celle de l'Oise et de la France entière. Une caractéristique marquante du parc de logements est ainsi une proportion de résidences secondaires et logements occasionnels (3,6 %) supérieure à celle du département (2,4 %) mais inférieure et à celle de la France entière (9,7 %). Concernant le statut d'occupation de ces logements, 76,5 % des habitants de la commune sont propriétaires de leur logement (71,6 % en 2014), contre 61,4 % pour l'Oise et 57,5 pour la France entière.
| Typologie                                               | Le Frestoy-Vaux | Oise | France entière |
| ------------------------------------------------------- | --------------- | ---- | -------------- |
| Résidences principales (en %)                           | 86,5            | 90,4 | 82,1           |
| Résidences secondaires et logements occasionnels (en %) | 3,6             | 2,4  | 9,7            |
| Logements vacants (en %)                                | 9,9             | 7,1  | 8,2            |

### Voies de communication et transports
La commune est desservie, en 2023, par les lignes 655, 6309 et 6328 du réseau interurbain de l'Oise.

## Toponymie
La localité a été dénomée Le Frétoy près Montdidier , Le Frestoy, Frétoy, Frétoi (Fresticum , Freteium).

Peut-être de l'oïl frette « virole de fer » et du suffixe collectif -oy (latin -etum), « ensemble de frettes (concentriques) » pour décrire la forme du village. Le s devant le t serait parasite.

Autre hypothèse, Frétoy serait issu de freta ou frecta, qui avait le double sens de terre inculte et de haie, ou le fossé (au sens de fortification sommaire), le retranchement, du latin fracta.
Le Frétoy est renommé en Le Frestoy-Vaux en 1914 afin d'éviter les confusions avec une autre commune de l'Oise, celle de Frétoy-le-Château.
Vaux, ancien hameau de la commune, est attesté sous les formes Valles vers 1128 ; in clauso de Vallibus vers 1150 ; in Vallibus juxta Creel en 1193 ; Odo de Vallibus en 1218 ; Vaus vers 1250 ; Vaulx en 1353 ; « Vaulx pres le dit Creil » en 1363 ; Vaulx lès Creil en 1408 ; Vaulx les Creilg vers 1494 ; Vaux lès Creil au XVIe ; Vaux en 1667 ; Vaulx parroisse de Creil en 1754 ; Vaux lez Crei en 1789 ; Vaux sur Creil en 1840.

Le nom de Vaux a pour origine le mot féminin latin, valles, signifiant « les vallons », du latin vallis « vallée » ; le -x est adventice.

## Histoire

### Moyen Âge
Le Tronquoy aurait appartenu à l'Ordre du Temple. On y trouvait un château-fort important qui contrôlait le secteur pendant les guerres du quinzième siècle. « Des pillards bourguignons s'en étant emparés lorsque Louis XI assiégeait Montdidier, et inquiétant les derrières de l'armée, le roi le fit attaquer une troupe nombreuse qui l'enleva de vive force le deux mai à 47.5 toute la garnison fut tuée ou pendue, à l'exception du nommé
Molin de Canters, qui fut gardé par Ordre du roi. Sur cette nouvelle, la garnison de Montdidier évacua la place sans attendre l'assaut. Le fort du Tronquoy fut entièrement rasé ».
Sous l'Ancien Régime, Le Frestoy et Le Tronquoy sont compris dans le duché d'Halluin. Le Tronquoy relève alors du comté de Nanteuil-le-Haudoin

### Époque contemporaine
En 1825,  la commune du Frétoy, instituée lors de la Révolution française absorbe celles du Ployon, du  Tronquoy et de Vaux. Toutefois, en 1832,  Le Ployron recouvre son autonomie communale.
En 1839, Le Tronquoy,  situé.dane un vallon boisé,  comprend quinze maisons disposées en une seule rue tortueuse. La commune est alors propriétaire des écoles du Frétoy et de Vaux, d'un jeu de tamis au Tronquoy, une marnière à Vaux. Les trois villages conservent leurs églisent. Les habitants vivent de l'agriculture et l'on compte deux moulins à vent dans le territoire communal.

#### Première Guerre mondiale

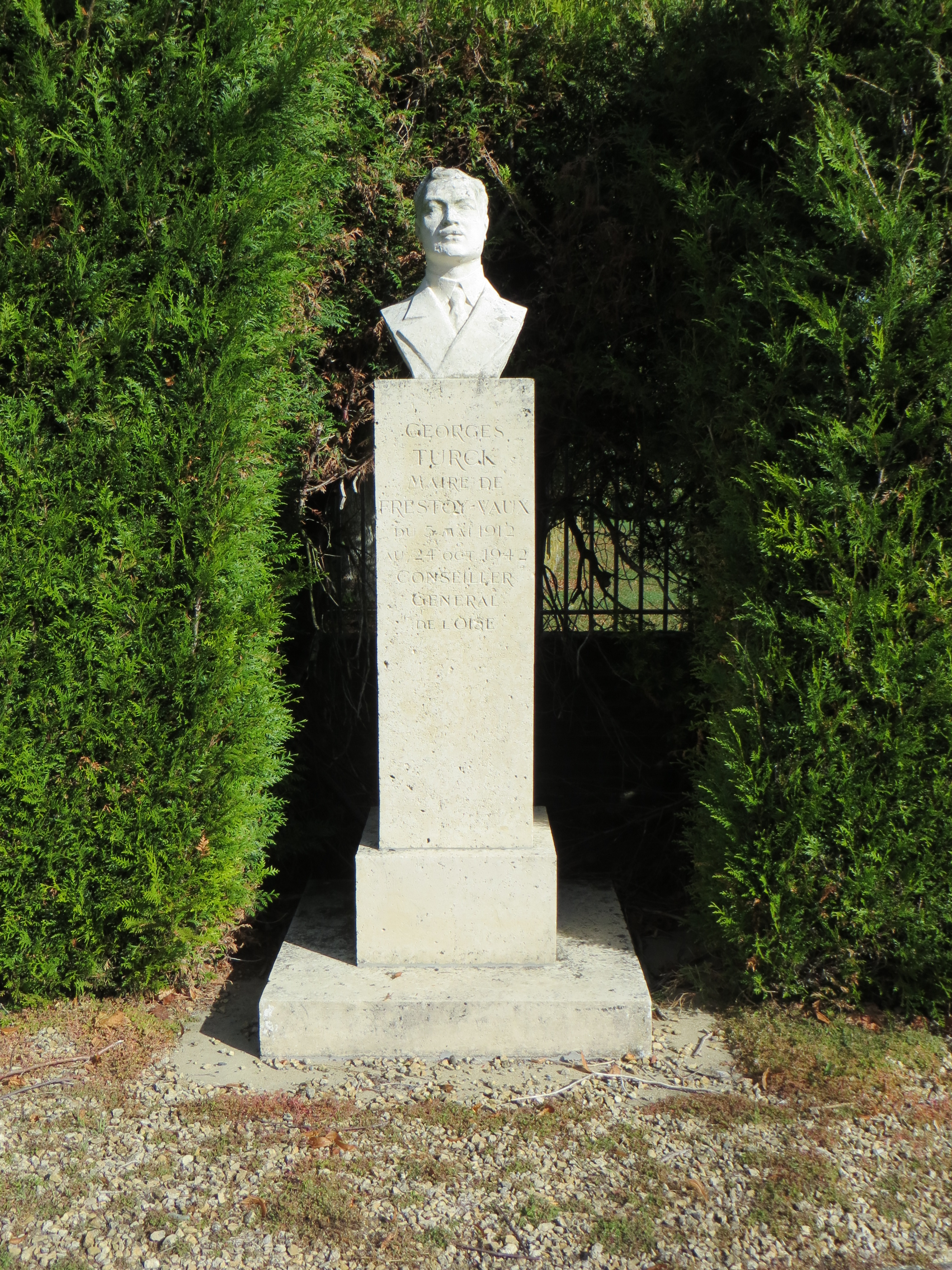
Buste de Georges Turck, maire lors de la reconstruction du village.

Pendant la Première Guerre mondiale, l'ensemble du village, situé sur la ligne de front jusqu'en août 1918, est détruit, notamment lors de la contre-offensive allemande de l'Opération Michael en mars 1918.
Le village est considéré comme détruit à la fin de la guerre et a  été décoré de la Croix de guerre 1914-1918, le 21 février 1921.
La reconstruction est réalisée sous la mandature du maire de l'époque, Georges Turck, et le nouveau village est implanté en pleins champs, à égale distance des villages détruits, structuré autour d'une vaste place rectangulaire et arborée, comportant d'un côté le jeu de paume, l'église et le presbytère, de l'autre la mairie et l'école. L'ensemble Mairie/Église/École est livré en 1926.

#### XXIesiècle
En 2001, un projet de troisième aéroport en région parisienne a été envisagé sur les communes du Frestoy-Vaux, Le Ployron et Godenvillers à l'initiative de la chambre de commerce et d'industrie d'Amiens,, puis abandonné.

## Politique et administration

La communauté de communes du Plateau Picard dans le département de l'Oise.

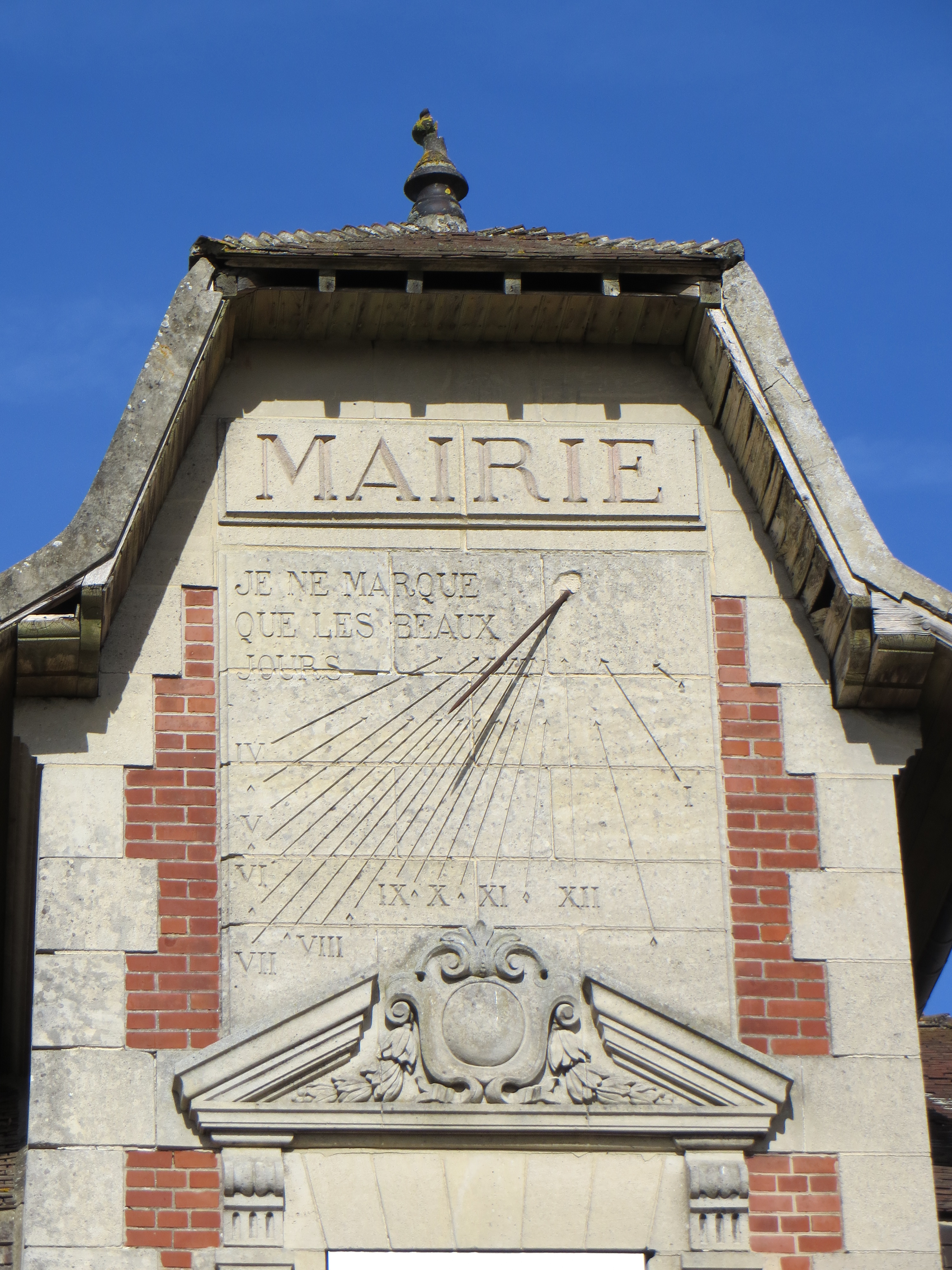
Le cadran solaire du fronton de la mairie, et sa devise : Je ne marque que les beaux jours.

### Rattachements administratifs et électoraux

#### Rattachements administratifs
La commune se trouve dans l'arrondissement de Clermont du département de l'Oise.
Elle faisait partie depuis 1801 du canton de Maignelay-Montigny. Dans le cadre du redécoupage cantonal de 2014 en France, cette circonscription administrative territoriale a disparu, et le canton n'est plus qu'une circonscription électorale.

#### Rattachements électoraux
Pour les élections départementales, la commune fait partie depuis 2014 du canton d'Estrées-Saint-Denis.
Pour l'élection des députés, elle fait partie de la première circonscription de l'Oise.

### Intercommunalité
La commune est membre de la communauté de communes du Plateau Picard, un établissement public de coopération intercommunale (EPCI) à fiscalité propre créé en 1989  et auquel la commune a transféré un certain nombre de ses compétences, dans les conditions déterminées par le code général des collectivités territoriales.

### Liste des maires
| Période                                  | Période                        | Identité         | Étiquette | Qualité |
| ---------------------------------------- | ------------------------------ | ---------------- | --------- | --- |
| Les données manquantes sont à compléter. |                                |                  |           | |
| 1912                                     | 1942                           | Georges Turck,   |           | Architecte décorateur, ancien directeur de l'école Boulle Conseiller général de l'Oise du 19 décembre 1919 au 21 mai 1922 Médaillé de la Résistance à titre posthume                                               |
| Les données manquantes sont à compléter. |                                |                  |           | |
| 1971                                     | 1982                           | Gilbert Turck,   |           | Fils de Georges Turck, architecte, résistant, déporté Commandeur de la Légion d'honneur Croix de guerre 1939-1945 avec palme Médaille de la Résistance avec rosette Military Cross...                              |
| 1982                                     | 2001                           | Norbert Dacheux  | DVD       | Agriculteur |
| 2001                                     | mars 2014                      | Thierry Plasmans | DVD       | Agriculteur |
| mars 2014                                | juin 2014                      | Nadia Plesa      |           | Assistante de direction Démissionnaire |
| juillet 2014                             | septembre 2016                 | Pierre Gaulet    |           | Plombier, chauffagiste et couvreur retraité Démissionnaire |
| décembre 2016,                           | juillet 2020                   | Thierry Plasmans |           | Agriculteur |
| juillet 2020,                            | En cours (au 16 décembre 2022) | Patrice Fontaine | LR        | Ancien attaché parlementaire du sénateur Philippe Marini Conseiller général de Maignelay-Montigny (1986 → 2015) Conseiller départemental d'Estrées-Saint-Denis (2015 → ) Chevalier dans l'Ordre national du mérite |

## Équipements et services publics

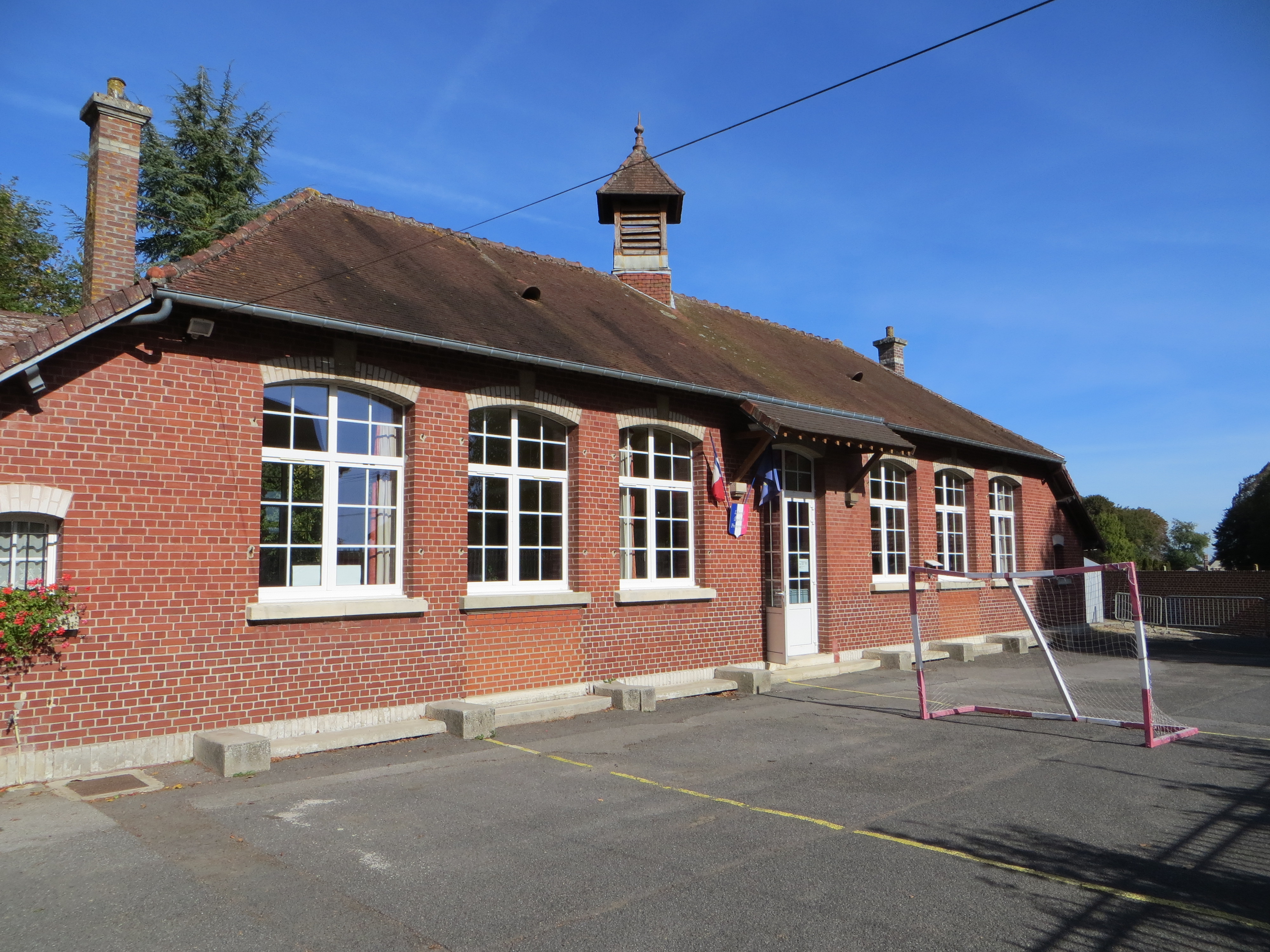
L'école en 2018.

### Enseignement
Les enfants de la commune sont scolarisés avec ceux de Méry-la-Bataille et de Courcelles-Epayelles dans le cadre d'un regroupement pédagogique intercommunal. Toutefois, Le Frestoy-Vaux  aurait décidé de rejoindre en 2022/2023 celui de Tricot en renonçant à son école et en projetant d'y installer une salle des fêtes.

### Équipements sportifs
Un terrain multisports, un skate-park et une structure pour les jeunes enfants ont été inauguré fin 2022.

## Population et société

### Démographie

#### Évolution démographique
L'évolution du nombre d'habitants est connue à travers les recensements de la population effectués dans la commune depuis 1793. Pour les communes de moins de 10 000 habitants, une enquête de recensement portant sur toute la population est réalisée tous les cinq ans, les populations de référence des années intermédiaires étant quant à elles estimées par interpolation ou extrapolation. Pour la commune, le premier recensement exhaustif entrant dans le cadre du nouveau dispositif a été réalisé en 2007.

En 2022, la commune comptait 231 habitants, en évolution de −9,77 % par rapport à 2016 (Oise : +0,87 %, France hors Mayotte : +2,11 %).
| 1793 | 1800 | 1806 | 1821 | 1831 | 1836 | 1841 | 1846 | 1851 |
| ---- | ---- | ---- | ---- | ---- | ---- | ---- | ---- | ---- |
| 167  | 141  | 149  | 151  | 631  | 429  | 398  | 400  | 386  |

| 1856 | 1861 | 1866 | 1872 | 1876 | 1881 | 1886 | 1891 | 1896 |
| ---- | ---- | ---- | ---- | ---- | ---- | ---- | ---- | ---- |
| 364  | 360  | 336  | 304  | 313  | 297  | 293  | 290  | 265  |

| 1901 | 1906 | 1911 | 1921 | 1926 | 1931 | 1936 | 1946 | 1954 |
| ---- | ---- | ---- | ---- | ---- | ---- | ---- | ---- | ---- |
| 240  | 270  | 257  | 213  | 232  | 221  | 216  | 269  | 271  |

| 1962 | 1968 | 1975 | 1982 | 1990 | 1999 | 2006 | 2007 | 2012 |
| ---- | ---- | ---- | ---- | ---- | ---- | ---- | ---- | ---- |
| 211  | 223  | 246  | 220  | 209  | 205  | 208  | 208  | 254  |

| 2017 | 2022 | - | - | - | - | - | - | - |
| ---- | ---- | - | - | - | - | - | - | - |
| 249  | 231  | - | - | - | - | - | - | - |

#### Pyramide des âges
La population de la commune est relativement jeune.
En 2018, le taux de personnes d'un âge inférieur à 30 ans s'élève à 35,8 %, soit en dessous de la moyenne départementale (37,3 %). À l'inverse, le taux de personnes d'âge supérieur à 60 ans est de 21,6 % la même année, alors qu'il est de 22,8 % au niveau départemental.
En 2018, la commune comptait 128 hommes pour 121 femmes, soit un taux de 51,41 % d'hommes, largement supérieur au taux départemental (48,89 %).
Les pyramides des âges de la commune et du département s'établissent comme suit.
| Hommes | Classe d’âge | Femmes |
| ------ | ------------ | ------ |
| 0,8    | 90 ou +      | 0,8    |
| 8,6    | 75-89 ans    | 10,7   |
| 11,7   | 60-74 ans    | 10,7   |
| 18,8   | 45-59 ans    | 20,7   |
| 26,6   | 30-44 ans    | 19,0   |
| 10,9   | 15-29 ans    | 19,0   |
| 22,7   | 0-14 ans     | 19,0   |

| Hommes | Classe d’âge | Femmes |
| ------ | ------------ | ------ |
| 0,5    | 90 ou +      | 1,4    |
| 5,5    | 75-89 ans    | 7,6    |
| 15,6   | 60-74 ans    | 16,3   |
| 20,8   | 45-59 ans    | 20     |
| 19,4   | 30-44 ans    | 19,4   |
| 17,6   | 15-29 ans    | 16,2   |
| 20,6   | 0-14 ans     | 19,1   |

## Culture locale et patrimoine

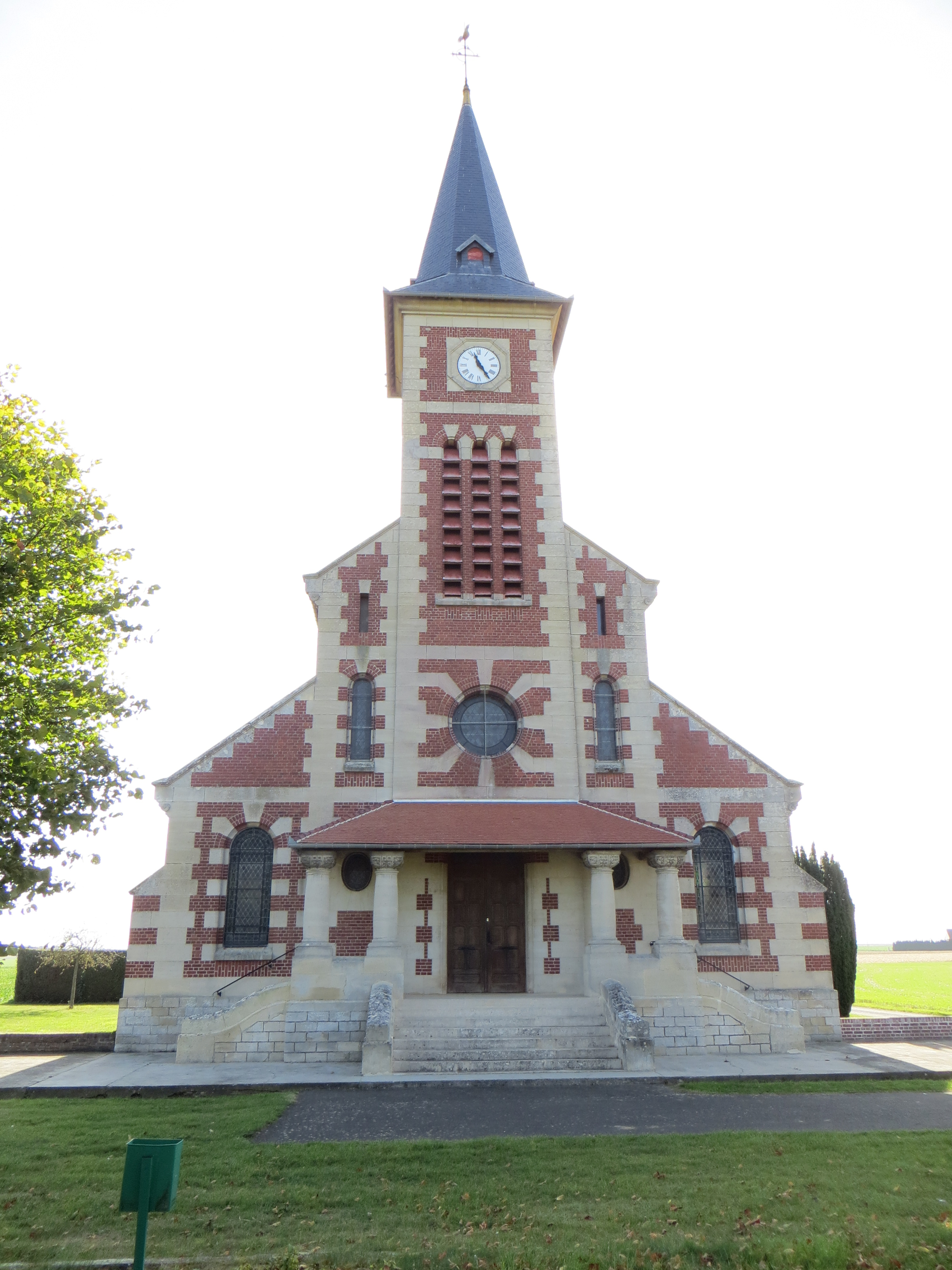
Église Saint-Léger - Cloche de l'église sonnant la demie :Fichier:Le Frestoy-Vaux - Église Saint-Léger - 11h30.ogg

### Lieux et monuments
- Mairie, achevée en 1926, réalisée, comme l'église, sur les plans du maire, l'architecte Georges Turck.
- L'église Saint-Léger (XXe siècle) : reconstruite après la Première Guerre mondiale entre Le Frestoy et Vaux, et bénie en 1926[45].
 L'église d'origine du XVIe siècle était située dans l'ancien village de Frestoy.

- Casemate non datée au hameau de Vaux.

### Personnalités liées à la commune
- Le sénateur SFIO Jean-Marie Berthelot (1887-1963)  a été instituteur au Frestoy-Vaux  de 1911 à sa mobilisation en 1914[46].

- Gilbert Turck (1911-2012), est, pendant la Seconde Guerre mondiale, un agent français du service secret britannique Special Operations Executive, puis est élu maire, après son père Georges Turck, du village où il est né[27].
- Philippe Gaumont (1973-2013), coureur cycliste français, médaillé de bronze au contre-la-montre par équipe aux JO de Barcelone (1992) puis coureur professionnel en 1994, habitait le village[47].